# Fosa Juniors FC
Fosa Juniors Football Club w skrócie Fosa Juniors FC – madagaskarski klub piłkarski z siedzibą w Mahajandze, występujący w pierwszej lidze madagaskarskiej.

## Sukcesy
- I liga[1]:
  - mistrzostwo (2):  2019, 2023.

- Puchar Madagaskaru[2]:
  - zwycięstwo (2):  2017, 2019.

## Występy w afrykańskich pucharach
| Sezon     | Rozgrywki           | Runda   | Kraj                          | Klub                | Dom | Wyjazd | Dwumecz |
| --------- | ------------------- | ------- | ----------------------------- | ------------------- | --- | ------ | ------- |
| 2018      | Puchar Konfederacji | wstępna | Kenia                         | AFC Leopards        | 0–0 | 1–1    | 1–1     |
| 2018      | Puchar Konfederacji | 1       | Mauritius                     | AS Port-Louis 2000  | 1–0 | 2–0    | 3–0     |
| 2018      | Puchar Konfederacji | 2       | Ghana                         | Aduana Stars FC     | 2–1 | 1–6    | 3–7     |
| 2019/2020 | Liga Mistrzów       | wstępna | Mauritius                     | Pamplemousses SC    | 1–0 | 1–1    | 2–1     |
| 2019/2020 | Liga Mistrzów       | 1       | Demokratyczna Republika Konga | TP Mazembe          | 0–0 | 1–3    | 1–3     |
| 2019/2020 | Puchar Konfederacji | wstępna | Maroko                        | Renaissance Berkane | 2–0 | 0–5    | 2–5     |

## Stadion
Domowe mecze klub rozgrywa na stadionie o nazwie Stade Alexandre Rabemananjara w Mahajandze, który może pomieścić 2000 widzów.